# John Millward
John Millward (* 1766; † 29. Oktober 1792 in Portsmouth) war ein Seemann auf dem britischen Handelsschiff HMS Bounty, der als Meuterer zum Tode verurteilt und hingerichtet wurde.

## Leben

### Auf der Bounty

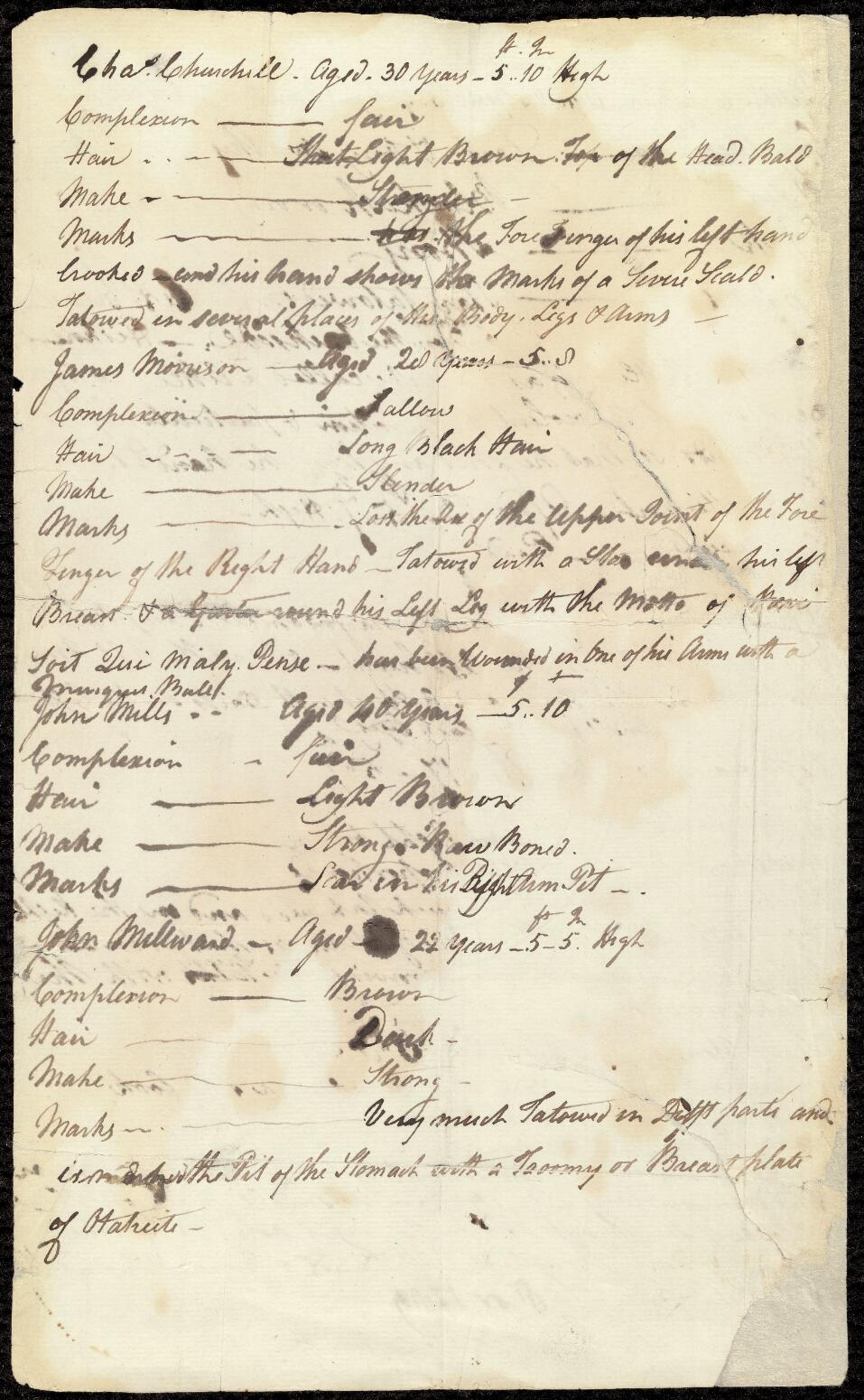
Eine Seite aus Blighs persönlichem Notizbuch mit seiner Beschreibung von Charles Churchill, James Morrison, John Mills und John Millward. National Library of Australia.

Millward schrieb sich am 7. September 1787 in Deptford als Vollmatrose (Able Seaman) im Alter von 21 Jahren und aus Plymouth stammend in die Musterungsrolle der Bounty unter Lt. William Bligh ein. Deren Mission, die Brotfrucht von Tahiti nach Jamaika zu transportieren, begann am 23. Dezember 1787.
Auf der Fahrt nach Tahiti ist Millward in keiner nennenswerten Weise aufgefallen. Er teilte sich eine Koje mit dem Matrosen George Simpson. Drei Tage vor ihrer Ankunft in der Matavai-Bucht am 25. Oktober 1788 wurde er von Schiffsarzt Thomas Huggan auf die Krankenliste gesetzt, nachdem er rheumatische Beschwerden und Anzeichen von Skorbut aufwies. Zusammen mit Charles Churchill und William Muspratt desertierte er in den Morgenstunden des 5. Januars 1789 vom Schiff unter Mitführung mehrerer Musketen. Die Flüchtigen wurden am 22. Januar 1789 in Tettahah (Faa’a), dem westlichsten Distrikt Tahitis, ausfindig gemacht und am folgenden Tag zurück an Bord gebracht. Bligh belegte sie mit der Bestrafung der Auspeitschung; Churchill zu vierundzwanzig, Muspratt und Millward zu je achtundvierzig Hieben. Die Bestrafung wurde je zur Hälfte am 24. Januar und 5. Februar ausgeführt, worauf die Deserteure von den Ketten genommen wieder ihren Dienst aufnehmen konnten. Allerdings drohte ihnen bei erfolgter Rückkehr nach England ein Verfahren vor einem Seegericht, wo ihnen für das Vergehen die Todesstrafe drohte. Alle drei richteten deshalb noch vor Tahiti ein Schreiben an Bligh, mit der Bitte um ein mildes Wort gegenüber dem Gericht.
Am Morgen des 28. April 1789 schlief Millward in seiner Hängematte in den Mannschaftsquartieren unter dem Vordeck, als er kurz nach fünf Uhr zusammen mit Bootsmannsmaat James Morrison, Thomas McIntosh und George Simpson von Bootsmann William Cole aus dem Schlaf gerissen wurde. Dieser teilte ihnen mit, dass eine Meuterei angeführt von Fletcher Christian im Gange sei. Die Frage, ob sie etwas davon wissen, verneinten sie. Doch als nur kurz darauf Churchill erschien und Millward dazu aufforderte mit ihm an Deck zu gehen, da dort eine Muskete auf ihn warte, habe er sich gegenüber Cole entschuldigt und erklärt, dass er bereits in die vorangegangene dumme Angelegenheit („the foolish piece of business before“) verwickelt sei, worauf er Churchill auf das Deck folgte. Hier wurde er von mehreren Zeugen als bewaffneter Meuterer identifiziert, darunter dem Zimmermann William Purcell, dem er mit ähnlichen Worten wie gegenüber Cole („I had a hand in the former foolish affair“) seine Parteinahme gegen Bligh erklärte habe. Im weiteren Verlauf wurde Millward von Matthew Quintal unter das Achterdeck gerufen, um dort dessen Posten an der Seite von John Sumner bei der Bewachung der dort festgehaltenen Offiziere zu übernehmen. Auf dem dort festsitzenden Steuermann John Fryer soll er einen wankelmütigen Eindruck gemacht haben, weshalb er von diesem dazu aufgefordert wurde, Sumner mit seiner Muskete niederzuschlagen. Doch stattdessen die Waffe gegen Fryer richtend, habe Millward ihn dazu aufgefordert Ruhe zu bewahren, da die Meuterer kein Blutvergießen beabsichtigten.
Von Bligh wurde Millward in dessen Auflistung der Meuterer folgend beschrieben: Jno. Millward, 22 Jahre alt, 5 Fuß und 5 Zoll hoch, brauner Teint, dunkles Haar, kräftig gebaut; stark tätowiert an diversen Stellen des Körpers, und unter der Magengrube mit einem „Taoomy“, oder Brustpanzer auf Tahitianisch.

### Auf Tahiti und der Pandora
Nach dem gescheiterten Siedlungsversuchs der Meuterer auf Tubuai gehörte Millward nach der Rückkehr nach Tahiti am 22. September 1789 zu jenen sechzehn Seemännern, die nach der Abfahrt der Bounty am Abend desselben Tages hier zurückgeblieben sind. Er schloss sich hier James Morrison zum Bau eines Schoners an.
Als am 23. März 1791 die HMS Pandora in die Matavai-Bucht einlief, hielt sich Millward mit einigen anderen Kameraden in einem der Distrikte an der Südküste Tahitis auf. Übereilt unternahmen sie mit ihrem Schoner einen Seegang, doch wurden sie unter widrigen Winden an die Küste zurückgetrieben. Mit einigen anderen setzte er sich daher in das Landesinnere ab, um sich dort zu verstecken. Doch ergaben sie sich hier kampflos der von Leutnant Thomas Hayward angeführten Marineinfanterietruppe, worauf sie am 9. April auf ihrem Schoner als Gefangene auf die Pandora gebracht wurden. An Händen und Füßen in Ketten gelegt, wurden sie hier in die auf Deck errichtete Käfigvorrichtung („Pandora’s Box“) gesperrt. Bei der Havarie des Schiffs am Great Barrier Reef am 29. August 1791 war Millward einer der zehn von vierzehn Gefangenen, die sich von ihren Ketten befreien und von dem untergehenden Schiff retten konnten. Von Niederländisch-Indien mit einem holländischen Schiff bis in die Tafelbucht transportiert, erreichten die Gefangenen am 19. Juni 1792 auf der HMS Gorgon den heimatlichen Hafen in Portsmouth.

### Verteidigung und Verurteilung
Am 21. Juni 1792 wurden sie auf die im Hafen ankernde HMS Hector überstellt. Auf der nebst ihr liegenden HMS Duke wurde am 12. September unter dem Vorsitz von Admiral Hood ein Seegericht einberufen, vor dem sie sich zu verantworten hatten. Die Anklage lautete meuterisches Davonlaufen auf dem Schiff Bounty und Desertieren aus dem Dienst seiner Majestät.
In seiner schriftlich vorgetragenen Vereidigung widersprach Millward dem Vorwurf, sich nach Aufforderung Churchills der Meuterei angeschlossen zu haben. Nachdem er diesem auf das Deck gefolgt war, habe er hier seine Verweigerung kundgetan, da er von ihm schon einmal in ernste Schwierigkeiten gebracht worden sei. Darauf habe er sich nach Aufforderung Coles an der Klarmachung des Beibootes beteiligt, wobei er den Wortwechsel zwischen Fryer und Morrison mitgehört habe, die eine Rückeroberung des Schiffs absprachen. Ihnen habe er sich als loyal zu erkennen gegeben und seine Bereitschaft zur Unterstützung bei der Rückeroberung signalisiert. Darauf habe er Burkett und Muspratt als Gleichgesinnte rekrutiert, bis der Meuterer Alexander Smith (John Adams) auf ihn aufmerksam wurde, der ihn gedrängt habe eine Waffe in die Hand zu nehmen, als Solidaritätsbekundung mit ihrer Sache. Doch Millward habe sich geweigert, worauf auch Quintal und schließlich Christian auf ihn aufmerksam wurden, die ihm unter Gewaltandrohung dazu nötigten eine Muskete zu ergreifen. Danach sei er unter das Achterdeck gegangen, wo er erneut auf Fryer traf, mit dem er noch einmal eine Rückeroberung besprochen habe. Doch sei Fryer kurz darauf in die Barkasse gezwungen wurden, womit ihr Plan gescheitert sei. Von allen Zeugen der Anklage, insbesondere von Fryer und Cole, wurde diese Erklärung nicht bestätigt, bzw. auch widersprochen. Lediglich der mitangeklagte Morrison bestätigte, dass Millward eine Rückeroberung zu unterstützen bereit war, sofern sich eine Gelegenheit dazu aufgetan hätte. Millwards Aussage wurde von dem Gericht letztlich als nicht glaubwürdig erachtet, worauf er mit Burkett und Thomas Ellison am 18. September für schuldig befunden um zum Tod durch Erhängen verurteilt wurden.
Die Delinquenten wurden am 28. Oktober auf die HMS Brunswick überstellt. Durch das Abfeuern einer Kanone und das Hissen der gelben Signalflagge („Yellow Jack“) am Morgen des folgenden Tages um neun Uhr wurde die Exekution eingeleitet, die die Aufmerksamkeit des gesamten Hafens auf sich zog. Nach dem Bericht eines Beobachters sollen die Verurteilten mit einer würdevollen Standhaftigkeit ihren letzten Gang vollendet haben, auf dem ihnen von ihren Kameraden von der Bounty nur James Morrison ein Geleit gab. Auf dem Arm der Ankerhalterung (Cathead) stehend, sprach Millward als einziger der drei letzte Worte, in dem er ihre Vergehen gestand, das Urteil akzeptierte und die Schaulustigen ermahnte, nicht ihrem schlechten Vorbild zu folgen. Eine halbe Stunde später hingen sie an einer Rah des Schiffes, Millward und Ellison am Backbordende, Burkett am Steuerbordende. Nach zwei Stunden im Regend hängend, wurden ihre Leichen abgenommen und am folgenden Tag an das Haslar Marinekrankenhaus überstellt, auf dessen Friedhof sie beerdigt wurden.
Auf Tahiti hatte Millward einen mit einer Einheimischen gezeugten Sohn hinterlassen, über dessen weiteres Schicksal keine Informationen vorliegen.

## Fiktionale Darstellung
- Meuterei auf der Bounty (1935), dargestellt von Hal LeSueur (als Millard).

## Erlebnisberichte
- Bligh, William, A voyage to the South sea, undertaken by command of His Majesty, for the purpose of conveying the bread-fruit tree to the West Indies, in His Majesty’s ship the Bounty, commanded by Lieutenant William Bligh. London 1792.
- Edwards, Edward, Voyage of H.M.S. ‘Pandora’ despatched to arrest the mutineers of the ‘Bounty’ in the South Seas, 1790–91. Hrsg. von Basil Thomson. London 1915.
- Hamilton, George, A Voyage Round the World, in His Majesty's Frigate Pandora. Performed Under the Direction of Captain Edwards in the Years 1790, 1791, and 1792. Sydney 1998.
- Morrison, James, Mutiny and Aftermath: James Morrison’s Account of the Mutiny on the Bounty and the Island of Tahiti. Hrsg. von Vanessa Smith, Nicholas Thomas. University of Hawaiʻi Press 2013.